# 女は抱かれて鮎になる
「女は抱かれて鮎になる」（おんなはだかれてあゆになる）は、日本の演歌歌手坂本冬美の45枚目のシングル。

## 概要
表題曲はTBSドラマ『神の舌を持つ男』およびその映画化作品『RANMARU 神の舌を持つ男』のエンディングテーマ。第58回日本レコード大賞優秀作品賞受賞。

## 収録曲
1. 女は抱かれて鮎になる
  - 作詞：荒木とよひさ／作曲：弦哲也／編曲：南郷達也
2. 片想いでいい
  - 作詞・作曲：鬼龍院翔／編曲：坂本昌之
3. 女は抱かれて鮎になる（オリジナル・カラオケ）
4. 片想いでいい（オリジナル・カラオケ）